# 奥利·萨里宁
奥利·萨里宁（芬蘭語：Olli Saarinen，1953年7月29日—），芬兰男子冰球运动员，场上位置是后卫。他曾代表芬兰国家队参加1980年冬季奥林匹克运动会冰球比赛，获得第四名。